# Ilha de Araçatuba
A ilha de Nossa Senhora de Araçatuba, popularmente conhecida apenas como Ilha de Araçatuba ou Ilha da Fortaleza, localiza-se no extremo sul da Baía Sul da Ilha de Santa Catarina, no estado de Santa Catarina, no Brasil. É uma pequena ilha próximo à ponta de Naufragados e à ponta dos Papagaios.
Encontra-se indicada no Decreto de criação da Área de Proteção Ambiental da Baleia Franca, de 14 de setembro de 2000, como um dos pontos-limite da área. Abriga as ruínas da antiga Fortaleza de Nossa Senhora da Conceição de Araçatuba.

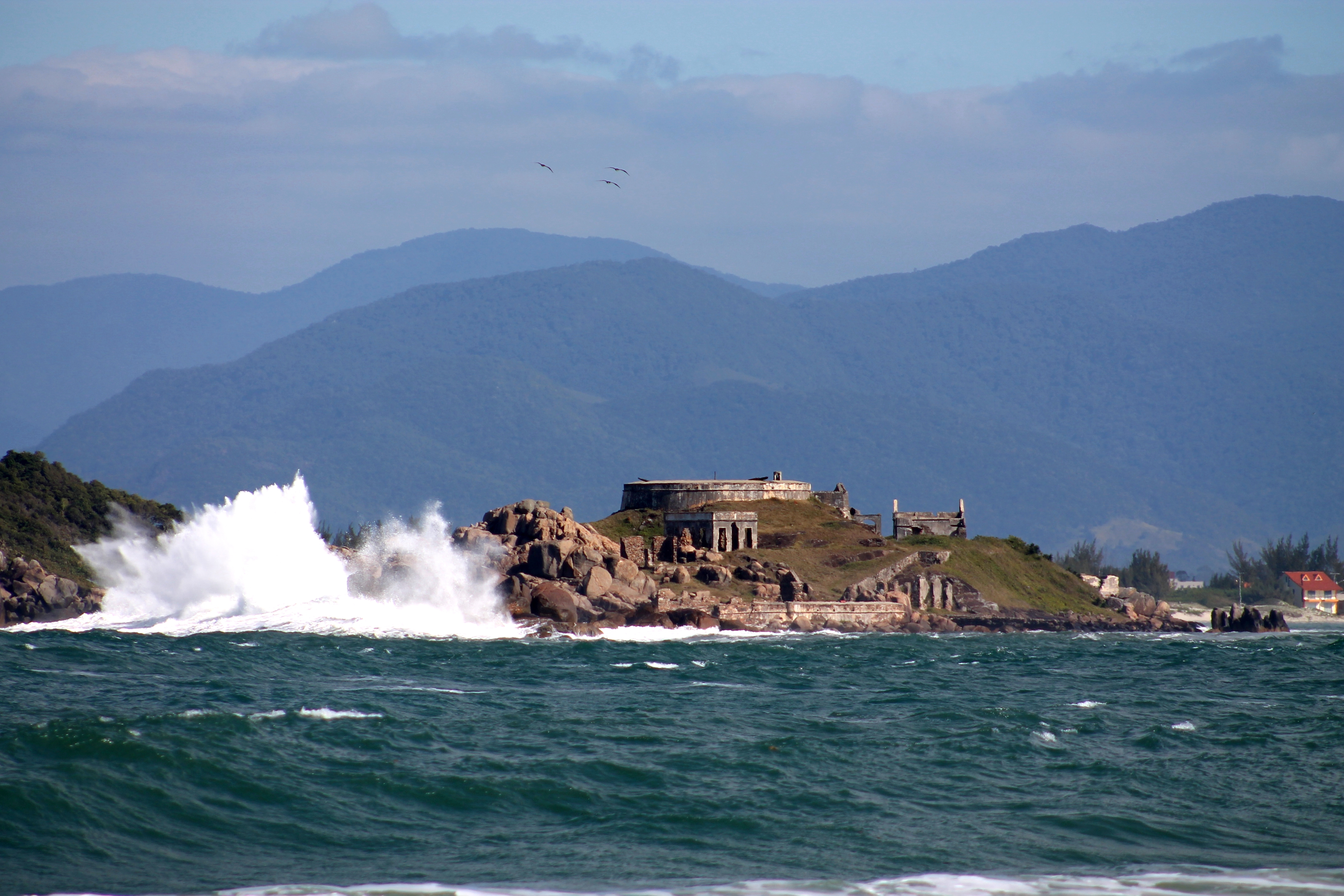
Fortaleza de Araçatuba, uma das fortificações construídas por José da Silva Pais.

A Ponta dos Papagaios era, primitivamente, uma ilha: a Ilha Papagaios Grande, mas, devido ao assoreamento, ligou-se ao continente através de um istmo de areia. Junto a ela, está situada a ilha Papagaios Pequena, que é uma formação de coral.

## Etimologia
O termo "araçatuba" tem origem tupi: significa "ajuntamento de araçás", pela junção dos termos arasá (araçá) e tyba (ajuntamento).